# 油酸丁酯
油酸丁酯是一种有机化合物，分子式C22H42O2，可视为油酸（顺-十八碳-9-烯酸）与正丁醇形成的脂肪酸酯，能通过布沃-布朗还原反应还原为油醇和正丁醇。